# Art Academy
Art Academy, connu sous le nom Artistic Taste Classroom DS (絵心教室DS, Eigokoro kyōshitsu DS) au Japon, est un jeu vidéo d'entrainement au dessin et à la peinture développé par Headstrong Games et édité par Nintendo sur Nintendo DS.
Initialement, Art Academy était une application en deux parties disponible uniquement au téléchargement sur DSiWare à partir de 2009. Le jeu est ensuite édité en boite dans une compilation comprenant divers ajouts, sortie en France le 6 août 2010.
Le grand succès de l'application permit la sortie d'une autre application New Art Academy, en 2012, toujours développée par Headstrong Games, sur Nintendo 3DS.
Il a pour suites New Art Academy, Pokémon Art Academy et Disney Art Academy.